# Ја, Маја Плисецка
Ја, Маја Плисецка (рус. Я, Майя Плисецкая) су мемоари руске балерине Маје Плисецке (рус. Плисецкая Майя Михайловна) (1925-2015) објављени 1994.године. Српско издање објавила је издавачка кућа "Паидеиа" из Београда 2001. године у преводу Загорке Зечевић.

## О аутору
Маја Плисецка је рођена у Москви 25. новембра 1925. године. Потиче из старе руске балетске породице јеврејског порекла. Са осамнаест година постала је чланица Бољшог театра. Била је у браку са композитором Родион Шчедрином. Умрла је у Минхену 2. маја 2015. године.

## О књизи
Ја, Маја Плисецка је аутобиографско дело у моме ауторка описује свој мукотрпан успон до приммабалерине Бољшог театра и једне од највећих балерина 20. века. Књигу је почела да га пише 1991. у Шпанији. Била је ћерка народних непријатеља, оца који је убијен у Стаљиновим чисткама, и мајке, филмске глумице која је депортована трудна у Казахстан. Осуђена на осам година затвора јер није желела да потпише да јој је муж шпијун, издајник, учесниг завере против Стаљина. Маја Плисецка и њена породица су и касније били под сталним надзором руских обавештајних служби. 
Иако јој је дозвољено 1959. године да наступа у иностранству, није поднела захтев за азил. Плашила се за родбину, мужа а била је и одана Бољшом театру чију је сцену обожавала.
Каријера Маје Плисецке је била веома богата, плесала је са најпознатијим плесачима свог времена и кретала се међу светским високим друштвом.
Плисецка у књизи духовито и бескомпромисно открива истину о свом животу, а истовремено нуди нове увиде у балетску уметност.

## Читам свој живот
Књига Читам свој живот је књига која је објављена 2010.године, на српском језику 2015. године, а представља обједињене аутобиографије Ја, Маја Плисецка и Тринаест година касније.